# 中国国际漫画节动漫游戏展
中国国际漫画节动漫游戏展（CICF EXPO）是在中華人民共和國廣東省廣州市舉辦的一個动漫游戏综合会展，為国家级会展。該會展由国家新闻出版广电总局、广东省人民政府主办，广州市人民政府、广东省新闻出版广电局承办，由漫友文化执行策划与运营。該動漫展每年舉行一次。

## 歷史
2008年，首届中国国际漫画节在广州举办。2014年，中国国际漫画节更名為中国国际漫画节动漫游戏展。

## 外部連結
- 官方网站